# Paro nacional universitario en Colombia de 2018
El paro nacional universitario en Colombia de 2018 fue realizada entre el 10 de octubre al 16 de diciembre, constó de una serie de protestas y movilizaciones realizada por estudiantes de universidades públicas y privadas de Colombia debido a la crisis de financiación de la educación pública y su posterior decisión a su desfinanciación y la represión estatal hacia los movimientos estudiantiles del país. Fue realizado durante el Gobierno de Iván Duque.

## Causas y antecedentes
En septiembre de 2018, el Congreso Nacional anuncia el Presupuesto General de la Nación para el 2019. Al sector educación, con $41,4 billones, se le asignó el mayor monto, seguido de defensa, con $33,6 billones, el cual era insuficiente para el sostenimiento de las universidades públicas colombianas, ya que se necesitan $500 millardos para cerrar 2018; $3,2 billones para gastos operacionales, y $15 billones para saldar la “deuda histórica” en  infraestructura y calidad educativa.
La Ley 30 de 1992, que regula las transferencias de la nación a las universidades, ajustó los recursos con base en el Índice de Precio al Consumidor (IPC). Eso quiere decir que no hay un crecimiento del recurso, sino una corrección del dinero año tras año. Lo cual pese al aumento de la cobertura de las universidades no financia ese aumento de  esta cobertura.
Otras causas del paro fue el programa "Ser Pilo Paga" que recibió recursos de la Educación Pública para mantener estudiantes subsidiados en las universidades privadas, la política económica del ICETEX, y derogación de la ley 1911 del 2018.
Anteriormente, las movilizaciones estudiantiles han tenido participación importante en la vida política del país: durante la hegemonía conservadora de los años 20, las protestas durante la dictadura y la caída del General Rojas Pinilla, el Paro Universitario Nacional de 1971, las protestas de la Universidad Nacional en 1984, la séptima papeleta de 1990, el Movimiento estudiantil de 2011 contra la Ley 30 de 1992, entre otras historias de este movimiento en el país.

## Organizadores del paro
La organización del paro estuvo a cargo de estudiantes de 32 universidades públicas del país (Sistema Universitario Estatal), al cual se sumarían universidades privadas, profesores y padres de familia. Una parte del movimiento estudiantil se acogió bajo las plataformas reunidas en el denominado Frente Amplio por la Defensa de la Educación Pública:
- Unión Nacional de Estudiantes de Educación Superior, UNEES.
- Asociación Colombiana de Representantes Estudiantiles, ACREES.
- Federación Colombiana de Representantes Estudiantiles de Educación Superior, FENARES.
- Asociación Sindical de Profesores Universitarios, ASPU.

## Desarrollo del paro
- El 10 de octubre de 2018 se realiza en las principales ciudades del país la Marcha por la educación superior en Colombia por estudiantes, profesores y padres de familia.
- El 11 se anuncia el Paro Universitario Nacional.[8]
- El 16 de octubre, Iván Duque anuncia que buscaba asignar $1 billón más para invertir en la educación superior en los próximos dos años.
- El 26 de octubre se reúnen los rectores de 32 universidades con el presidente llegando a un acuerdo, que los estudiantes rechazan considerándolo insuficiente.

- El 31 de octubre se realiza la Marcha Zombi para “revivir a las universidades públicas”. Dejando claro que su meta era lograr que el Gobierno destinase $4,5 billones a las instituciones públicas de educación superior del país.[9]
- El 8 de noviembre se convoca otra marcha debido al fracaso de los diálogos entre Gobierno y estudiantes, en Bogotá se realiza hacia el norte de la ciudad se presentan disturbios.
- El 15 de noviembre los estudiantes convocan la Marcha de los Libros y los Lápices. Para volver a la mesa, exigen que esté el ministro de Hacienda, Alberto Carrasquilla.
- El 13 de diciembre se realizó la última marcha del año en el marco del Paro Nacional Universitario.[10]
- El 14 de diciembre, tras 16 sesiones de la mesa de negociación, se acordó, entre representantes estudiantiles y la ministra de Educación, María Victoria Angulo, por el Gobierno Nacional, levantar el paro.[11]

## Consecuencias
Se denuncian violaciones a los derechos humanos por parte del ESMAD, que intervinieron en las movilizaciones del paro, como en el caso de Esteban Mosquera, estudiante de música de la Universidad del Cauca, quien perdió un ojo. Se logró que el gobierno nacional destinará 4.5 billones de pesos para la educación, sin precedentes en la historia de Colombia. Se propone la realización de un referendo por la educación superior pública gratuita y el respeto a la autonomía universitaria y la consolidación de ésta. Sin embargo, se denuncian incumplimientos en lo pactado, por lo cual estudiantes y profesores se suman al Paro Nacional de 2019. Además, por el escándalo de corrupción en la Universidad Distrital (Wilman Muñoz y Patricia Gamboa exfuncionarios de esta Universidad fueron encarcelados por el delito de desfalco) y las protestas y disturbios que se presentaron con ésta, y otras universidades en solidaridad con la Universidad Distrital (en especial la Universidad Javeriana), se convocaron a marchas por el desmonte del ESMAD y por el incumplimiento de los acuerdos en la Universidad Pedagógica Nacional, la Universidad Nacional de Colombia, la Universidad del Atlántico (ocasionando la renuncia del rector de esta), entre otras Instituciones de Educación Superior. En 2020 como resultado de las negociaciones con los estudiantes el Ministerio de Educación y la Gobernación de Casanare llegan a un convenio financiero para convertir a la Unitrópico en nueva universidad pública.